# 衣非茂記
衣非茂記（いび しげき、1832年〈天保3年〉 - 1865年12月12日〈慶応元年10月25日〉）は、江戸時代後期（幕末）の福岡藩士（1180石）。黒田氏の家臣。
梶原平十郎景貫の三男として誕生。衣非茂左衛門直章の婿養子となる。弘化2年（1845年）8月に14歳にて家督を継ぐ。犀吉、三郎右衛門と称し、後に茂記と名乗る。大組。嘉永4年（1851年）異国船防御として長崎に赴き、たびたび長崎に赴く。安政6年（1859年）小姓頭に進むとともに、牛馬牧を兼ねる。尊皇の大義を明らかにし、攘夷の止めることはできないと論じる。
文久2年（1862年）世子黒田長知の京都参朝に随行する。征長解兵の時には90余騎を従え小倉（現在の北九州市小倉北区）に向かい、副将松平茂昭に会談を申し入れる。征長解兵を建部武彦と進めるが、佐幕派の京都聞役と対立。後に藩論が佐幕派に傾き、幽閉、安国寺（福岡市中央区天神）で切腹を命じられる。家を出る際、妻の梅子が離れないため、忘れ物を取りにやらせ、その隙に自邸を出て安国寺に向かい割腹。享年34。明治35年（1902年）11月8日、贈従四位。墓碑は建部武彦とともに、安国寺本堂左手にある。

## 家族
- 実父・梶原平十郎景貫
- 養父・衣非茂左衛門直章
- 妻・梅子
- 娘・熊子
- 娘婿・明石栄之丞直道
- 孫・衣非圭蔵 ‐ 東京帝国大学工科大学造船科卒（1910年）、横須賀海軍工廠を経て、三菱合資会社勤務。
- 親戚・月成勲、明石元二郎、郡保宗

（）